# Ériés
 (février 2019).
Si vous disposez d'ouvrages ou d'articles de référence ou si vous connaissez des sites web de qualité traitant du thème abordé ici, merci de compléter l'article en donnant les références utiles à sa vérifiabilité et en les liant à la section « Notes et références ».

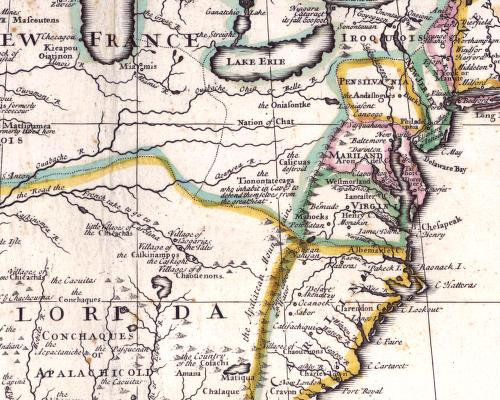
Localisation des Ériés (Nation du Chat).

Les Ériés, également connus sous le nom de Nation du Chat (le mot erie dans leur langue désigne le Puma), sont un peuple amérindien qui vivait dans la région qui s'étend de l'Ohio au sud jusqu'au lac Érié au nord. Ils parlaient une langue iroquoienne, l'érié (en), aujourd'hui éteinte.
Ils vivaient dans des longères en bois. Leur agriculture reposait sur trois éléments fondamentaux appelé les Trois sœurs.